# 嶺南小學
嶺南小學（英語：Lingnan Primary School）是香港一間小學，由嶺南教育機構開辦，1922年成立，2013年6月停辦。位於灣仔司徒拔道，是一所非牟利的基督教私立小學。共有12班，原校長是陳美顏。
香港的嶺南小學歷史悠久，創校可追溯至1922年2月16日成立的「廣州嶺南分校」，於1933年5月以十三萬元購買司徒拔道十三萬八千平方公呎土地作永久校址。1992年嶺南教育機構開辦幼稚園及幼兒園，與嶺南小學校舍同位於司徒拔道東山台，毗鄰嶺南學院。同年，嶺南學院（今嶺南大學）獲准開辦學位課程，並獲政府於屯門虎地批地興建新校舍，1995年遷往屯門。而位於同址的嶺南中學於1999年遷往杏花邨現址。嶺南學院舊址自此空置，唯一直有供嶺南小學、幼稚園／幼兒園使用作活動用途。（即將增補資料來源）

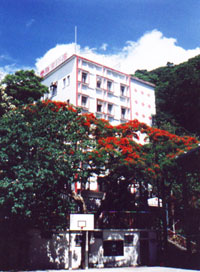
嶺南小學外觀

## 校政管理
歷任校監
- 陸趙鈞鴻 女士[1]
- 陳林麗冰 女士[2]

歷任校長
- 程炳仁 先生[1]
- 陳美顏 女士

## 嶺南小學暨幼稚園／嶺南幼兒園搬遷事件
2010年，政府將前嶺南書院舊址加入土地拍賣勾地表。2011年1月，前嶺南書院舊址正式交還政府，嶺南小學／幼稚園／幼兒園停止使用舊址禮堂及操場。2011年5月12日，政府公開拍賣前嶺南書院舊址土地作低密度住宅發展，大昌集團有限公司主席及行政總裁陳斌博士（亦為嶺南教育機構即多所嶺南學校包括嶺南小學暨幼稚園／嶺南幼兒園的辦學團體的董事會主席）亦有競投，唯最終由新鴻基地產以44.9億元奪得。
2011年6月18日，嶺南教育機構舉行簡報會，向嶺南小學暨幼稚園／嶺南幼兒園的家長宣佈，因毗鄰前嶺南書院舊址即將發展私人住宅有潛在危險，嶺南小學／嶺南幼稚園／嶺南幼兒園必須遷出東山台的現址，會上嶺南教育機構並無交待任何搬遷計劃及地點，並指如果學校不搬遷，機構會停止辦學。其後，嶺南教育機構向傳媒發出聲明，指學校有僭建物須清折及護士牆須維修，並謂校董會已在小西灣覓得幼稚園新址並已簽訂臨時租約，指學校必須於2012年1月底前遷出。聲明並無交待搬遷是臨時或永久安排，東山台校舍現址會否於維修後繼續作校舍用途，亦無交待機構是否有意於2011–12學年之後繼續辦學。
事件引起不少家長關注，並成立「前嶺南書院發展項目關注組」跟進事件，不少家長質疑嶺南教育機構董事會先後分別以工程危險、有僭建物為由要求學校遷出，不單時間倉卒同時亦無妥善計劃。同時，關注組及個別家長向各個有關政府部門（包括教育局、屋宇署、土木工程拓展署等）及仳鄰前嶺南書院舊址發展商了解，澄清校舍並無即時危險，認為嶺南教育機構要求學校在短時間內遷出並不合理，亦希望嶺南教育機構作為辦學團體能就校舍搬遷問題與家長溝通磋商。但事件公開後，嶺南教育機構董事會一直拒絕與家長及關注組對話，只花鉅額費用聘請公關公司企圖粉飾事件，並對家長教師會及關注組提出希望進一步了解遷校原因及安排不作回應。
2012年4月27日，嶺南小學校監林麗冰向小學家長發出家長信，指嶺南教育機構議決落實原址重建計劃，小學可留原址上課至2013年7月學期完結，到時拆卸及重建工程便會開始。若屆時仍未能覓得合適的臨時校舍，即由2013/2014學年開始，至2016/2017學年止，小學將停辦。信中亦提到嶺南教育機構已將有關決定知會教育局，並向局方尋求協助安排學生的轉校事宜。有家長曾向林麗冰聯絡，後者透露停辦並非其本意，而是為了配合發展商興建豪宅，質疑嶺南教育機構單方面推行重建計劃不惜停辦小學是莽顧家長及學生利益。
2012年8月1日，為配合重建工程，嶺南幼稚園、幼兒園遷往小西灣租用校舍。
8月27日，嶺南教育機構發出新聞稿，基於東山台校舍須於2012/2013學年完結後開始拆卸以配合其重建工程，嶺南小學由2013年7月學年完結後停辦四年。新聞稿中提到期間校董會曾尋求教育局協助，惟礙於當前政策，政府原則上不能提供屬下學校作為私立學校的臨時校舍。據知情人士表示，教育局曾就有關事件向嶺南教育機構提出，如後者能承諾重建後讓嶺南小學遷回並繼續其原有的本地課程，教育局或會就尋找臨時校址一事上提供額外協助。然而，基於嶺南教育機構不肯作出任何承擔和承諾，嶺南小學最終只能走向暫時停辦一途。
目前，嶺南教育機構已決定重建本校舍，由中文大學建築學院前教授林雲峰設計，預計2021年完工並遷回原址，不過校舍由學校停辦以來一直都未有拆卸工程。
直至2021年，嶺南教育機構委託世邦魏理仕招標出售嶺南幼稚園和嶺南小學原校址，有財團以5億購入該地皮，連同鄰近的豐景台會一同發展成44伙獨立屋和住宅單位，同時亦會興建不多於70個床位的安老院舍。

## 著名/傑出校友
- 盧雄：香港男配音員及演員[註 1]
- 錢嘉樂：香港男藝人[註 2]
- 錢小豪：香港男藝人[註 3]
- 阮德鏘：香港男演員[註 4]
- 范振鋒：香港男藝人[註 5]
- 周融：香港傳媒人[13]
- 伍步剛：招商永隆銀行前副董事長及非執行董事、香港銀行學會副會長、香港童軍總會榮譽會長[14]
- 何世堯：香港商人及前東華三院總理[15]
- 何世柱：香港商界人士
- 梁家輝：香港男演員
- 鄭滋斌：已故香港城市大學中文及歷史學系副教授（1968年小六）[16]
- 龐輝：香港航海家、前紹榮鋼鐵高層、香港鋼鐵大王龐鼎元家族後人[17]
- 鄒世孝：前香港麗的電視及無綫電視監製（1955年小六）[18]
- 陳林麗冰：前嶺南教育機構副主席、嶺南中學及嶺南衡怡紀念中學校監[19]
- 洪克協：合興集團榮譽主席（1956年小六）[20]
- 韋基舜：香港商人及體育界人士[21]
- 鄒至莊：美國華裔經濟學家，美國普林斯頓大學政治經濟學教授和經濟學名譽教授、中華民國中央研究院院士[22]
- 馮吉隆：香港演員及電視製作人[23]
- 韋基球：前嶺南教育機構主席[24]
- 余迪偉：香港商業電台唱片騎師
- 李曾超羣，MBE（1935年至1936年小一）：香港西餅連鎖集團超羣餅店創辦人[25]

## 外部連結
- 前嶺南書院發展項目關注組 （页面存档备份，存于）
- 嶺南教育機構 （页面存档备份，存于）
- 嶺南幼兒園 （页面存档备份，存于）
- 嶺南幼稚園 （页面存档备份，存于）
- 嶺南小學 （页面存档备份，存于）